# سوستينورن
سوستينورن (بالإنجليزية: Sustenhorn)‏ هو أحد جبال سلسلة جبال الألب أوري ويقع في كانتون برن/كانتون أوري في سويسرا. يحتل المرتبة رقم 64 في قائمة جبال سويسرا من حيث الارتفاع، إذ يبلغ ارتفاعه حوالي 3503 متر، بينما يبلغ ارتفاع نتوء الجبل 414 متر، هذا وقد سجل أول وصول لقمة الجبل عام 1841.